# Øyafestivalen (novell)
Øyafestivalen är en novell av den norska författaren Linn Strømsborg, utgiven 2009. Boken översattes till svenska 2010 och utgavs på förlaget Lindqvist Publishing. Boken utspelar sig på den norska musikfestivalen Øyafestivalen och utmärks inte minst av sina många intertextuella referenser.
Øyafestivalen är egentligen en uppföljare till Strømsborgs debutroman Roskilde. I Sverige gavs dessa dock ut i omvänd ordning. Øyafestivalen är utgiven som en s.k. boksingel.

## Handling
Novellens protagonist och tillika berättarjag har precis kommit till Oslos årliga musikhändelse, Øyafestivalen. Dennes kompisar syns inte till och han/hon försöker nå dem per sms, utan resultat. Istället börjar han/hon vandra runt på festivalområdet själv. Han/hon besöker konserter med Bon Iver och Donkeyboy. Moloken över att vännerna inte dykt upp går han/hon hem till sin lägenhet för att sova. Väl där trillar en rad sms från vännerna in, mobilen har varit avstängd.
Nästa dag går berättarjaget ner till kvartersbutiken, där han/hon träffar Mia. De beslutar besöka festivalen tillsammans. Under en konsert med Wilco tappar berättarjaget bort vännerna, varför han/hon sätter sig och väntar på dessa, läsande en bok. Efter ett tag kommer en gammal bekant, Jonas, och sätter sig bredvid. Även om så inte uttrycks explicit, så får läsaren intrycket att han är en gammal kärlek. Efter en stund återförenas de med vännerna och går tillsammans på Grizzly Bears och Fever Rays konserter, för att sedan gå hem till berättarjagets lägenhet. Berättarjaget våndas för vad han/hon ska säga till Jonas om han är kvar i lägenheten på morgonen.
Berättarjaget vaknar av att Jonas går runt i vardagsrummet. De går ut och äter lunch och pratar om "ofarliga saker". Därefter beger sig sällskapet åter till festivalområdet, där de bl.a. ser konserter med Jenny Wilson och Madness.
Vännerna uthärdar ytterligare två festivaldagar i regn, besökandes en mängd olika konserter. Novellen avslutas med att berättarjaget tar ner alla bilder på Jonas från väggen och lägger dessa i en låda med hans namn. Han/hon tänker att han gör detsamma.

## Karaktärer
- Berättarjaget, bokens protagonist och tillika berättarröst, som förblir namnlös genom hela berättelsen. Läsaren får heller inte veta om det är en han eller hon. Har känslor för Jonas.
- Joel, kompis till berättarjaget.
- Mia, kompis till berättarjaget.
- Stian, kompis till berättarjaget.
- Sandra, kompis till berättarjaget.
- Jonas, kompis till berättarjaget och en tidigare kärlek. Benämns inte explicit Jonas i texten (förutom i novellens slutskede) utan istället "du".

## Mottagande
Novellen fick ett gott mottagande i såväl Norge som Sverige när den kom. Helsingborgs Dagblad skrev "Novellen skildrar sakligt och med en melankolisk touch lika lätt som ett sommarregn, ett kompisgäng som träffas och tappar bort varandra på sommarens sista fest, Øyafestivalen i Oslo. Man står under ett träd, lyssnar på bob hund och får regn i kaffekoppen. Man somnar i fåtöljer och vaknar med linserna i.... Det nystartade förlaget Lindqvist publishing har siktat in sig på skönlitteratur och populärkultur, och just i den korsningen sitter Strømsborgs två böcker som en smäck." Bokhoras recensent skrev att hon efter att ha läst novellen ville gå på festival, "Trots att jag i teorin inte alls är en festivaltyp."